# Radiologija
Radiologija je veja medicine, kjer s pomočjo naprav, ki proizvajajo rentgenske žarke oz. radioaktivno sevanje, postavljajo diagnozo oz. izvajajo zdravljenje.
Radiološke preiskave pri katerih se uporablja rentgenske žarke imenujemo rentgenologija. Danes poznamo različne radiološke preiskovalne tehnologije, kot so ultrazvok, računalniška tomografija, magnetna resonanca ter klasična rentgenologija.
Zdravnik-specialist, ki deluje na tem področju, se imenuje radiolog. Diplomirani inženir radiologije pa je odgovoren za kvalitetno izvedbo slike, ki da kar največ podatkov potrebnih za postavitev diagnoze.

## Delitev
Radiologija kot veja medicine se deli na diagnostično radiologijo in terapevtsko radiologijo.
- Diagnostična radiologija tolmači narejene slike določenega dela telesa za pridobitev diagnostično pomembnih podatkov za nadaljnje zdravljenje. Le-ta se deli v podvrste po anatomskem položaju ali po metodi, ki je bila uporabljena za določeno preiskavo:
  - Torakalna diagnostika
  - Angiografija
  - Nevroradiologija
  - Klasična radiologija skeleta
  - Pediatrična radiologija
  - Mamografija
  - Nuklearna medicina je podvrsta radiologije, ki uporablja radioizotope za določitev bolezenske slike

- Terapevtska radiologija izkorišča radioaktivno sevanje za zdravljenje raka in ostalih podobnih bolezni.
  - Čeprav je od začetka delovanja spadala pod skupno radiologijo se je sedaj odcepila kot onkološka radiologija, ki pa je sedaj   samostojna veja radiologije

## Pridobitev radioloških slik
Pacienti lahko radiološko sliko pridobijo na različne načine.

### Klasična radiologija
Klasična radiologija je pogosto uporabljena za ocenjevanje slik kostnih struktur in mehkega tkiva. Rentgenski aparat emitira snop rentgenskih fotonov primerne intenzitete, pri prehodu vstopnega snopa skozi človeško telo nastane v različnih tkivih različna stopnja oslabitve rentgenskih fotonov. Oslabitev je odvisna predvsem od dveh dejavnikov: gostote tkiva in atomskega števila elementov, ki sestavljajo snov. Tem večja je, čim večja je gostota tkiva in čim večje je efektivno atomsko število tkiva (npr. kosti) in obratno manjša tam kjer bodisi gostota manjša (zrak v pljučih) ali je manjše atomsko število elementov, iz katerih je snov sestavljena majhno (mehki deli telesa: voda, zrak, maščoba, mišice, ...). Iz telesa izstopa snop rentgenskih fotonov, katerih intenziteta je v različnih delih različna, in sicer skladno s stopnjo oslabitve v posameznih tkivih v telesu. Vidna svetloba ojačevalnih folij skupaj z rentgenskimi fotoni izstopnega snopa na rentgenskem filmu, ki leži v kaseti med dvema ojačevalnima folijama, povzroči počrnitev. Slika na rentgenskem filmu postane vidna v procesu razvijanja. Kot slikovni receptor se najpogosteje uporablja rentgenski film, narašča pa trend uporabe fluorescenčnih plošč.

### Fluoroskopija
Fluoroskopija in angiografija sta specialni dodatek radioloških preiskovalnih metod. Z vstavitvijo kontrastnega sredstva v telo in konstantnega obsevanja preiskovanca lahko dobimo sliko, ki predstavlja npr. preistaltiko, požiranje, pretok krvi, ... . Različne metode se uporabljajo v različne namene (npr. preiskave gastrointestinalnega trakta, angiografije, ...).

### Računalniška tomografija
Je posebna metoda rentgenskega slikanja, ki zabriše sence superponiranih struktur zato, da prikaže določeno strukturo, ki jo slikamo bolj jasno vidno. Računalniška obdelava teh slik lahko prikaže določen predel v 3D sliki.

### Slikanje z magnetno resonanco
Magnetna resonanca (MR) uporablja močno magnetno polje za prikazovanje 3D slike dela telesa na računalniku. Magnetna resonanca deluje na principu elektromagnetnega valovanja. Edina pomanjkljivost MR pa je to, da mora pacient zelo dolgo (tudi po 30 minut) negibno preležati v zelo majhnem prostoru. To lahko predstavlja problem za ljudi s klavstrofobijo.